# Abu Haggag
Abu Haggag eller Sheik Yusuf al-Haggag var Sufimuslim, född i Damaskus runt 1150. Han flyttade först till Mecka och senare till Luxor där han dog 1243 (eller 1245).
Han kallas för helgon och har moskéer byggda i sitt namn. Mest känd är kanske Abu Haggag Moskén i Luxor där han och hans två söner ligger begravda.
I början av november har man en fest (Moulid) i Luxor till hans ära.